# Opel 9/30 PS
Der Opel 9/30 PS war ein PKW der oberen Mittelklasse, den die Adam Opel KG von 1922 bis Ende 1924 als Nachfolger des Modells 9/25 PS baute.
1922 stellte Opel zwei Modelle als Nachfolger des lange Jahre gebauten Modells 9/25 PS vor, den 9/30 PS und den 10/30 PS.
Der Motor des 9/30 PS war ein Vierzylinder-Blockmotor mit 2332 cm³ Hubraum, der 30 PS (22 kW) bei 1600/min leistete. Dieser Motor war im Grunde eine stärkere Version des Vorgängermodells.
Der Wagen hatte einen Rahmen aus Stahl-U-Profilen, an dem beide Starrachsen mit halbelliptischen Längsblattfedern aufgehängt waren. Die Betriebsbremse war eine Bandbremse, die auf die Getriebeausgangswelle wirkte. Die Motorleistung wurde über eine Lederkonuskupplung, ein Dreiganggetriebe und eine Kardanwelle an die Hinterachse weitergeleitet. Konuskupplung und Bandbremse verwendete Opel bei diesem Modell letztmals.
Als Werkskarosserien waren ein Tourenwagen, eine Pullman-Limousine, ein Landaulet und ein Roadster verfügbar.
Letztmals erhielt dieses Modell auch den Namenszusatz „Motorwagen“, der ursprünglich die Automobile von den Pferdewagen unterschied. Dies wurde Anfang der 1920er-Jahre bereits als Anachronismus empfunden. Zusammen mit der Fertigung des 10/30 PS bzw. 10/35 PS wurde auch die des 9/30 PS Ende 1924 eingestellt. Nachfolger war im Folgejahr der 10/40 PS.